# Katharine McCormick
Katharine Dexter McCormick (Dexter, Michigan, 27 augustus 1875 - Boston, Massachusetts 28 december 1967) was een Amerikaanse suffragette, filantrope en, na het overlijden van haar echtgenoot, erfgename van een aanzienlijk deel van het vermogen van de familie McCormick. Ze financierde het grootste deel van het onderzoek naar de ontwikkeling van de eerste anticonceptiepil.

## Jeugd en opleiding
Katharine McCormick werd op 27 augustus 1875 geboren in Dexter, Michigan, in het herenhuis van haar grootouders, Gordon Hall, en groeide op in Chicago waar haar vader Wirt Dexter een bekende advocaat was. Toen Katharine 14 jaar oud was, stierf haar vader op 57-jarige leeftijd aan een hartaanval. Hierna verhuisde ze in 1890 met haar moeder Josephine naar Boston. Vier jaar later stierf haar broer Samuel op 25-jarige leeftijd aan hersenvliesontsteking. Katharine studeerde in 1904 af aan het Massachusetts Institute of Technology (MIT) in de richting biologie.

## Huwelijk met Stanley McCormick
McCormick was van plan om medicijnen te gaan studeren, maar trouwde in plaats daarvan op 15 september 1904 met Stanley Robert McCormick, de jongste zoon van Cyrus McCormick en erfgenaam van het vermogen van International Harvester. In september 1905 verhuisden ze naar een woning in Brookline, Massachusetts. Het echtpaar kreeg geen kinderen.
Stanley studeerde in 1895 cum laude af aan de Princeton University, waar hij ook een talentvolle sporter was en in het eerste tennisteam van de universiteit zat. Omdat hij symptomen had van een progressieve geestelijke aandoening werd hij in september 1906 voor meer dan een jaar opgenomen in psychiatrisch ziekenhuis McLean Hospital. Hier kreeg hij de diagnose dementia praecox, wat vandaag de dag schizofrenie wordt genoemd.
In juni 1908 werd Stanley overgebracht naar Riven Rock, het landgoed van de McCormicks in Montecito, Californië, waar ook zijn schizofrene oudere zus Mary Virginia van 1898 tot 1904 had gewoond. Vervolgens werd Stanley overgebracht naar een sanatorium in Huntsville, Alabama. Daar werd hij onderzocht door de vooraanstaande Duitse psychiater Emil Kraepelin en kreeg hij de diagnose dementia praecox van het katatone type. In 1909 werd Stanley wilsonbekwaam verklaard en werden Katharine en de familie McCormick gezamenlijk aangewezen als zijn bewindvoerders.

## Vrouwenrechtenactiviste
Dat McCormick een voorstander was van gendergelijkheid was al vroeg duidelijk. Toen ze studeerde ging ze de strijd aan met het bestuur van het MIT. Volgens een voorschrift van het MIT moesten vrouwen hoeden dragen (volgens de laatste mode versierd met veren). McCormick weigerde dit. Ze stelde dat het dragen van hoeden met veren in laboratoria brandgevaar opleverde. Hierop veranderde het MIT-bestuur het beleid.
In 1909 sprak McCormick op de eerste openluchtbijeenkomst voor vrouwenkiesrecht in Massachusetts. Ze werd vicepresident en penningmeester van de National American Woman Suffrage Association (NAWSA) en financierde het Woman’s Journal, het tijdschrift van de vereniging. McCormick coördineerde een groot deel van de activiteiten die Carrie Chapman Catt ondernam om het negentiende amendement geratificeerd te krijgen. Door haar samenwerking met Catt maakte ze kennis met andere politieke activisten, onder wie Mary Dennett en Margaret Sanger. Katharine ontmoette Sanger in 1917 en werd later dat jaar lid van het Committee of 100, een groep vrouwen die de legalisatie van geboortebeperking propageerde. Tijdens de Eerste Wereldoorlog werkte Katharine eveneens als voorzitster van het War Service Department van de NAWSA. Daarnaast was ze lid van het vrouwencomité van de Council of Nationale Defense. In 1920, na de ratificatie van het negentiende amendement, werd McCormick vicepresident van de League of Women Voters, een organisatie die was opgericht om vrouwen te helpen een grotere rol te krijgen in het publieke leven.
In de jaren twintig van de twintigste eeuw werkte McCormick samen met Sanger op het gebied van voorbehoedsmiddelen. McCormick smokkelde meer dan duizend pessariums van Europa naar het Clinical Research Bureau van Sanger in New York. Ze organiseerde ontmoetingen met grote Europese fabrikanten van pessariums in steden als Rome en Parijs en kon zich met haar talenkennis en achtergrond in biologie voordoen als een Franse of Duitse wetenschapper en grote bestellingen voor voorbehoedsmiddelen plaatsen. Deze werden naar het landhuis van de familie buiten Genève overgebracht en daar in de voering van modieuze jassen en andere kleding genaaid. Ze smokkelde ze langs de douane in New York en slaagde erin te doen alsof zich had uitgeleefd in Europese winkels voor exclusieve mode. Ze maakte deze reizen gedurende de zomers van 1922 tot 1925 en ging pas met pensioen na de aardbeving van 1925 in Santa Barbara. Ze werd toen gedwongen haar aandacht te wijden aan het herstellen van de schade aan het landgoed en het in goede banen leiden van de behandeling van haar man.
In 1927 ontving McCormick enkele afgevaardigden van de World Population Conference bij haar thuis in Genève. Om haar echtgenoot te helpen richtte McCormick zich in dat jaar eveneens op de endocrinologie; ze geloofde dat een defecte bijnier de oorzaak was van zijn schizofrenie.

## Filantrope
McCormick was vastberaden om een medische behandeling te vinden voor de ziekte van haar man. Ze was ervan overtuigd dat Stanley's ziekte het gevolg was van een bijnieraandoening en kon worden behandeld met hormonen. In 1927 richtte ze de Neuroendocrine Research Foundation op – gelieerd aan de Harvard Medical School – en financierde ze de publicaties van het tijdschrift Endocrinology. Dit bleef ze tot 1947 doen. De Stanley R. McCormick Memorial Foundation for Neuroendocrine Research Corporation, zoals de foundation aanvankelijk heette, was het eerste Amerikaanse instituut dat onderzoek ging doen naar het verband tussen hormonen en geestesziektes. Daarnaast riep Katharine ook een onderzoekscentrum voor de verzorging van geesteszieken in het leven in het Worcester State Hospital. Katharine's moeder Josephine stierf op 16 november 1937 op 91-jarige leeftijd en liet Katharine een landgoed van meer dan $ 10 miljoen na. Stanley overleed op 19 januari 1947 op 72-jarige leeftijd en liet Katharine een landgoed van meer dan $ 35 miljoen na. Ze was vijf jaar kwijt aan het afhandelen van de erfenis en moest 85% van het geërfde bedrag aan belasting afdragen.
Via Margaret Sanger leerde McCormick in 1953 Gregory Goodwin Pincus kennen. Pincus werkte sinds 1951 aan de ontwikkeling van een hormonaal anticonceptiemiddel en was zijn eigen onderzoekslaboratorium, de Worcester Foundation for Experimental Biology, aan het opzetten. Het farmaceutische bedrijf stopte met de financiering van het baanbrekend onderzoek van Pincus omdat hij geen winst maakte. Daarop begon McCormick het onderzoeksfonds van Pincus te financieren. Ze begon met jaarlijks $ 100.000 te doneren en vervolgens – tot aan haar dood in 1967 – $ 150.000 tot $ 180.000. In totaal heeft McCormick $ 2 miljoen (omgerekend naar nu circa $ 20 miljoen) in de ontwikkeling van de orale anticonceptiepil gestoken. In 1957 keurde de Food and Drug Administration (FDA) de verkoop van de pil voor menstruatiestoornissen goed en voegde hieraan als een van de indicaties in 1960 anticonceptie toe. Zelfs nadat de pil was goedgekeurd bleef McCormick in de jaren zestig het laboratorium van Pincus en het onderzoek naar betere voorbehoedsmiddelen financieren.
Na de succesvolle ontwikkeling en goedkeuring van de anticonceptiepil richtte Katharine haar aandacht op het tekort aan huisvesting voor vrouwen bij het MIT. Het MIT was altijd toegankelijk geweest voor zowel mannen als vrouwen, maar kon slechts aan circa vijftig vrouwelijke studenten woonruimte bieden. Veel vrouwen die aan het MIT studeerden moesten daarom buiten het universiteitsterrein wonen. De positie van vrouwen aan het MIT was echter verre van gewaarborgd. Zo vertelde Katharine Dexter aan Dorothy Weeks (een natuur- en wiskundige die afstudeerde en promoveerde aan het MIT) dat ze ‘vreesde dat het MIT onverwachts vrouwen zou gaan uitsluiten...’.
Om ervoor te zorgen dat vrouwelijke studenten hun positie aan het MIT zouden behouden, schonk ze geld voor de bouw van de Stanley McCormick Hall, een studentenflat voor enkel vrouwen waarmee het MIT tweehonderd studentes huisvesting kon bieden. Katharine's donatie had een enorme impact op het aantal vrouwen aan het MIT; dit aantal steeg van drie naar veertig procent. Het effect van de komst van de studentenflat voor vrouwen is het best onder woorden gebracht door William Hecht, vicevoorzitter van de Association of Alumni and Alumnae of MIT. Hij studeerde in 1961 af aan het MIT. Hij vertelde: ‘vrouwen werden zichtbaar bij het MIT, waardoor de wetenschap en technische beroepen open werden gesteld voor een groot deel van de bevolking dat voorheen was uitgesloten. Het toonde zonder enige twijfel aan dat mannen en vrouwen bij het MIT gelijkwaardig zijn’.
McCormick was eveneens een fervent pleitbezorger van kunst, met name van het Santa Barbara Museum of Art. Ze was een van de oprichters en vicevoorzitter van het museum en schonk in 1942 de Stanley McCormick Gallery. McCormick deelde het vicevoorzitterschap met Wright S. Ludington, kunstverzamelaar en eveneens filantroop. Zij was lid van de gebouwencommissie van het museum en was verantwoordelijk voor de inhuur van de beroemde architect David Adler uit Chicago om het oude postkantoor te verbouwen tot kunstmuseum.

## Overlijden
Katharine McCormick overleed op 28 december 1967 op 92-jarige leeftijd in Boston, Massachusetts. In haar testament had ze opgenomen dat ze $ 5 miljoen naliet aan de faculteit Geneeskunde van de Stanford University voor de ondersteuning van vrouwelijke artsen, $ 5 miljoen aan de Amerikaanse non-profitorganisatie Planned Parenthood die de Katharine Dexter McCormick Library in Manhattan financierde, en $1 miljoen aan het onderzoeksinstituut Worcester Foundation for Experimental Biology. Daarnaast regelde McCormick dat het Art Institute of Chicago $ 500.000 kreeg en het Santa Barbara Museum of Art negen belangrijke impressionistische schilderijen, waaronder drie grote landschapsschilderijen van Claude Monet. Hiernaast schonk McCormick het museum ook haar woning, die nu bekend staat als het Ridley-Tree Education Center en dat tegenwoordig wordt gebruikt voor kunstklassen voor kinderen en volwassenen.

## Nalatenschap
Katharine McCormick is een personage in de roman Riven Rock van T.C. Boyle (1998) die voornamelijk gaat over de geestesziekte van haar man Stanley.
McCormick werd in 1998 opgenomen in de National Women's Hall of Fame. In 2000 werd ze opgenomen in de Michigan Women's Hall of Fame.
In het Massachusetts Institute of Technology is een studentenflat naar haar vernoemd.
- Gemeinsame Normdatei: 1062891805
- International Standard Name Identifier: 0000 0000 3401 1403
- Library of Congress Control Number: n99029659
- National Archives and Records Administration: 10575315
- Nationale Bibliotheek van Israël: 987007399018105171
- Nederlandse Thesaurus van Auteursnamen: 392069156
- SNAC: w6g843s0
- Système universitaire de documentation: 08553997X
- Virtual International Authority File: 60874018
- WorldCat: E39PBJdrBPkyHq4KfgrdkTGGpP